# Duolangqu Shuiku
Duolangqu Shuiku är en reservoar i Kina. Den ligger i den autonoma regionen Xinjiang, i den nordvästra delen av landet, omkring 660 kilometer sydväst om regionhuvudstaden Ürümqi. Duolangqu Shuiku ligger 1 035 meter över havet. Arean är 7,6 kvadratkilometer. Trakten runt Duolangqu Shuiku är ofruktbar med lite eller ingen växtlighet. Den sträcker sig 5,9 kilometer i nord-sydlig riktning, och 2,6 kilometer i öst-västlig riktning.
Genomsnittlig årsnederbörd är 107 millimeter. Den regnigaste månaden är juli, med i genomsnitt 27 mm nederbörd, och den torraste är december, med 1 mm nederbörd.